# Immokalee
Immokalee est une census-designated place située dans le comté de Collier en Floride aux États-Unis. Selon le recensement américain de 2000, la zone statistique accueillait 19 763 habitants. La zone appartient à la zone statistique métropolitaine de Naples-Marco Island.

## Histoire
La localité se dénommait dans le passé Gopher Ridge. L’étymologie du nom actuel signifie « ma maison » ou « sa maison ». La zone accueille une réserve amérindienne de Séminoles et un casino géré par ces derniers.

## Démographie
Selon le recensement démographique de 2000, 4,1 % de la population a plus de 65 ans alors que l'âge moyen est de 25 ans. 50,6 % de la population a moins de 25 ans, 31,2 % entre 25 et 44 ans et 14,1 % entre 45 et 64 ans. Pour 100 femmes, il y a environ 130 hommes. La population hispanique est présente à hauteur de 79,98 % tandis que la population afro-américaine à hauteur de 18 %.
Les 19 763 habitants sont répartis dans 4 715 ménages et 3 635 familles. La densité de population est de 945 hab/km² et la densité de logements est de 239 log/km². Le revenu moyen par ménage est de 24 315 dollars.
| 1960  | 1970  | 1980   | 1990   | 2000   | 2010   |
| ----- | ----- | ------ | ------ | ------ | ------ |
| 3 224 | 3 764 | 11 038 | 14 120 | 19 763 | 24 154 |

## Transport
L'Immokalee Airport, un petit aéroport public, est situé à moins de 2 km du quartier d'affaires d'Immokalee.

## Personnalités liées à la ville
- Edgerrin James, joueur de football américain, né à Immokalee.